# Comuna de Lyski
Lyski (polaco: Gmina Lyski) é uma gminy (comuna) na Polónia, na voivodia de Santa Cruz e no condado de Rybnicki. A sede do condado é a cidade de Lyski.
De acordo com os censos de 2006, a comuna tem 8947 habitantes, com uma densidade 154 hab/km².

## Área
Estende-se por uma área de 57,83 km², incluindo:
- área agricola: 53%
- área florestal: 36%

## Demografia
Dados de 30 de Junho 2004:
|                      | Total   | Total | Mulheres | Mulheres | Homens  | Homens |
| -------------------- | ------- | ----- | -------- | -------- | ------- | ------ |
|                      | pessoas | %     | pessoas  | %        | pessoas | %      |
| População            | 8904    | 100   | 4537     | 51       | 4367    | 49     |
| Densidade (pop./km²) | 154     | 100   | 78,5     | 78,5     | 75,5    | 75,5   |

De acordo com dados de 2002, o rendimento médio per capita ascendia a 1309,7 zł.

## Subdivisões
- Adamowice, Bogunice, Dzimierz, Lyski, Nowa Wieś, Pstrążna, Raszczyce, Sumina, Zwonowice, Żytna.

## Comunas vizinhas
- Gaszowice, Kornowac, Kuźnia Raciborska, Nędza, Racibórz, Rybnik